# Psychoda bilobata
Psychoda bilobata és una espècie d'insecte dípter pertanyent a la família dels psicòdids que es troba a Àfrica: Uganda.